# Лясек (Ґостинінський повіт)
Лясек (пол. Lasek) — село в Польщі, у гміні Санники Ґостинінського повіту Мазовецького воєводства.
Населення — 182 особи (2011).
У 1975-1998 роках село належало до Плоцького воєводства.

## Демографія
Демографічна структура станом на 31 березня 2011 року:
|          | Загалом | Допрацездатний вік | Працездатний вік | Постпрацездатний вік |
| -------- | ------- | ------------------ | ---------------- | -------------------- |
| Чоловіки | 91      | 14                 | 61               | 16                   |
| Жінки    | 91      | 19                 | 48               | 24                   |
| Разом    | 182     | 33                 | 109              | 40                   |